# Зъбна рейка
Зъбна рейка е механизъм, привеждащ въртеливото движение в линейно посредством зъбно колело и металната (най-често) релса със зъби, която се задвижва от зъбното колело. Свойствата на механизма се определят от диаметъра на зъбното колело.

### Принцип на работа
- Функциониране на зъбна рейка
- превеждане на въртенето в линейно движение
- анимирана зъбна рейка
- Приложение в железопътния транспорт при стръмни участъци, където сцеплението с релсите не е достатъчно.

{\displaystyle H_{Z}=Pi\times d\times n}.
```
 Тук:
 

  

    

      

        

          
H

          

            
Z

          

        

      

    

    
{\displaystyle H_{Z}}

  

 е скоростта на рейката [m/s]
 

  

    

      

        
P

        
i

      

    

    
{\displaystyle Pi}

  

 е 3.14 или 
ПИ

 

  

    

      

        
d

      

    

    
{\displaystyle d}

  

 e диаметъра на зъбното колело [m]
 

  

    

      

        
n

      

    

    
{\displaystyle n}

  

 е оборотите [за 1 s]
```